# Live at the O2 Arena
A Live at the O2 Arena Katie Melua grúz származású angol énekesnő koncertalbuma, melyet a londoni O2 Arenában vettek fel, 2008. november 18-án, a Pictures turnéja alatt. A lemezen 19 szám szerepel, köztük egy grúz népdallal – a Qviteli Potlebi (Sárga levelek) – és egy Janis Joplin-feldolgozással, a Kosmic Blues-zal. Az albumot 2009. május 18-án adták ki.

## Dalok
1. Piece by Piece
2. Lilac Wine
3. Yellow Leaves
4. My Aphrodisiac Is You
5. Crawling Up A Hill
6. Mary Pickford
7. Blues In The Night
8. If You Were A Sailboat
9. Ghost Town
10. Perfect Circle
11. Spiders Web
12. Toy Collection
13. Scary Films
14. Mockingbird Song
15. The Closest Thing To Crazy
16. Nine Million Bicycles
17. On The Road Again
18. Kosmic Blues
19. I Cried For You

## Külső hivatkozások
- Hivatalos honlap
- Katie Melua hivatalos MySpace oldala